# Thanjavur (huyện)
Huyện Thanjavur là một huyện thuộc bang Tamil Nadu, Ấn Độ. Thủ phủ huyện Thanjavur đóng ở Thanjavur. Huyện Thanjavur có diện tích 3397 ki lô mét vuông. Đến thời điểm năm 2001, huyện Thanjavur có dân số 2205375 người.